# Provobis
Die Provobis Gesellschaft für Film und Fernsehen mbH ist eine Filmproduktionsgesellschaft, die 1961 in Berlin gegründet wurde. Sie ist ein Tochterunternehmen der den katholischen Bistümern gehörenden Tellux-Beteiligungsgesellschaft in München und gehört damit zu den Wirtschaftsbetrieben der katholischen Kirche. Ihre Standorte sind Berlin, Hamburg und Leipzig.
Provobis entwickelt und produziert für Kino und Fernsehen. Geschäftsführer sind Martin Choroba und Jens Christian Susa. Die PROVOBIS Gesellschaft für Film und Fernsehen mbH versteht sich als Content Creator und Content Producer für alle multimedialen Formate. Ihr Schwerpunkt liegt bei der Entwicklung und Produktion von fiktionalen, non-fiktionalen Filmen und Serien. Von 1983 bis 2007 leitete der Produzent, Regisseur und Autor Jürgen Haase das Unternehmen. Von 2006 bis 2016 leitete der Produzent Thomas Teubner das Unternehmen. Im Jahr 2018 wurde Jens Christian Susa als Geschäftsführer bestellt.

## Kinofilme
Mit Regisseur Bernhard Wicki und mit Klaus Maria Brandauer verfilmte die Provobis 1989 „Das Spinnennetz“. Ebenfalls mit Brandauer wurde 1994 die Mann-Verfilmung „Mario und der Zauberer“ uraufgeführt. 1995 entstand fürs Kino und als Zweiteiler fürs Fernsehen die Erich-Loest-Verfilmung „Nikolaikirche“. Unter den Kinofilmen hervorzuheben sind auch zwei preisgekrönte Produktionen mit Regisseur Volker Schlöndorff, „Der neunte Tag“ (2004) und „Strajk – Die Heldin von Danzig“ (2007). Anfang 2009 kam der Kinderfilm „Das Morphus-Geheimnis“ mit Jonas Hämmerle in die deutschen Kinos.

## Fernsehproduktionen
Auch für verschiedene Fernsehsender hat die Provobis diverse Filme, Serien und Dokumentationen produziert, darunter vor 2000 für den mdr den Dresdner „Tatort“ mit den Ermittlern Ehrlicher (Peter Sodann) und Kain (Bernd Michael Lade) sowie bis 2005 für SFB und rbb den Berliner „Tatort“ mit den Kommissaren Ritter (Dominic Raacke) und Stark (Boris Aljinovic). Zwischen 1996 und 1999 entstand für den mdr die 26-teilige Serie „Mama ist unmöglich“. Für Pro7 produzierte die Provobis, die sich zu der Zeit als Provobis Film Jürgen Haase bezeichnete, im Jahr 2002 den Zweiteiler „Operation Rubikon“, für die ARD unter anderem die Freitagabendfilme „Tochter meines Herzens“ und „Brücke zum Herzen“. Für das ZDF entstanden mehrere der neuen Märchenverfilmungen der später Märchenperlen betitelten Reihe. Für BR alpha produzierte sie den auch in der ARD ausgestrahlten Film Inklusion – gemeinsam anders unter Regie von Marc-Andreas Bochert. In Kooperation mit der ARD erscheint seit 2015 die „Krüger“-Reihe (in der Hauptrolle Horst Krause), welche sich auf humorvolle Weise mit Vorurteilen gegenüber Nachbarländern und fremden Kulturen auseinandersetzt. Weitere erfolgreiche Fernsehmärchen wie „Rübezahls Schatz“ (mit u. a. Sabin Tambrea) oder „Schneewittchen und der Zauber der Zwerge“ (Gewinner des Preises des Fabulix Märchenfilmfestivals) folgten, ebenso preisgekrönte TV-Spielfilme wie „Der namenlose Tag“ unter der Regie von Volker Schlöndorff oder „Hanne“ (mit u. a. Iris Berben), welcher 2020 mit dem 56. Grimme-Preis in der Kategorie Fiktion ausgezeichnet wird.

### Dokumentationen
Unter den Dokumentationen finden sich das Papstportrait „Benedikt XVI. – Eine deutsche Geschichte“ für BR und ARD sowie die dreiteilige Reihe „Heilige Städte“ – über Jerusalem, Lhasa und Mekka – für arte und den mdr. 2008 produzierte die Provobis die Dokumentation „Die Goldmacher – Sport in der DDR“ für arte, mdr und ZDF und 2010 „Ernst Reuter – Ein zerrissenes Leben“ (ARD).

## Filmographie
- In der Fremde (1975)
- Das Spinnennetz (1989)
- Die Johannes-Passion (1990)
- Mario und der Zauberer (1994)
- Wanderer durch ein Jahrhundert
- Nikolaikirche (1996)
- Tatort - Bei Auftritt Mord (1996)
- Das Testament der Mutter Teresa (1996)
- Tanz auf dem Vulkan (1996)
- Lorenz im Land der Lügner (1997)
- Das schwarze Gold - Die Geschichte des Erdöls
- Tatort - Mordsgeschäfte (1997)
- Polizeiruf 110 - Rot ist eine schöne Farbe (1998)
- Feuerreiter (1998)
- Ein Künstlerleben - Gustaf Gründgens (1999)
- Die Sekretäre (1999)
- Tatort - Berliner Bärchen (2000)
- Weiser (2000)
- Tatort - Der lange Arm des Zufalls (2001)
- Pinky und der Millionenmops (2001)
- Tatort - Verhängnisvolle Begierde (2001)
- Tatort - Filmriss (2002)
- Tatort - Rosenholz (2003)
- Tochter meines Herzens (2003)
- Tatort - Dschungelbrüder (2003)
- Tatort - Eine ehrliche Haut (2004)
- Tatort - Der vierte Mann (2004)
- Der neunte Tag (2004)
- Hölle im Kopf (2005)
- Tatort - Todesbrücke (2005)
- Brücke zum Herzen (2005)
- Endlich Urlaub (2005)
- Tatort - Leiden wie ein Tier (2005)
- Scarface und der Hundeflüsterer (2005)
- Wen die Liebe trifft ... (2005)
- Lebensträume - Wilhelm Emil Messerschmitt (2006)
- Unsere Wittelsbacher (2007)
- Strajk - Die Heldin von Danzig (2007)
- Hannoveraner im Einsatz (2007)
- Wir wollten das Kind (2007)
- Rumpelstilzchen (2007)
- Die Frau des Frisörs (2008)
- Te Deum - Himmel auf Erden - Die Zisterzienser - Zurück zur Demut (2008)
- Dornröschen (2008)
- Das Morphus Geheimnis (2009)
- Der Teufel mit den drei goldenen Haaren (2009)
- Ernst Reuter - Ein zerrissenes Leben (2010)
- Garmischer Bergspitzen (2010)
- Aschenputtel (2010)
- Die Vergessenen - Tod, wo andere Urlaub machen (2011)
- Inklusion - Gemeinsam anders (2011)
- Der Eisenhans (2011)
- Das Meer am Morgen (2012)
- Die Schöne und das Biest (2012)
- Dolce Vita in der DDR (2013)
- Wir wollen freie Menschen sein! - Volksaufstand 1953 (2013)
- Campus: Deutschlands exzellente Universitäten (2013)
- Ins Netz gegangen (2013)
- Dyslexie - Vom Kampf mit den Buchstaben (2014)
- Das kalte Herz (2014)
- Brisant (2015)
- Krüger aus Almanya (2015)
- Die weiße Schlange (2015)
- Die Kinder meines Bruders (2016)
- Rübezahls Schatz (2017)
- Verliebt in Amsterdam (2017)
- Krügers Odyssee (2017)
- Der namenlose Tag (2017)
- Küss die Hand, Krüger (2018)
- Tatort - Tiere der Großstadt (2018)
- Gloria - Die schönste Kuh meiner Schwester (2018)
- Schneewittchen und der Zauber der Zwerge (2018)
- Hanne (2018)
- Kryger bleibt Krüger (2019)
- Mein Altweibersommer (2020)
- Die Hexenprinzessin (2020)
- Polizeiruf 110: Bis Mitternacht (2021)
- Zwerg Nase (2021)
- Cicero (High-End Music Documentary 2020/2021, Co-Production)
- Tatort: Das Mädchen, das allein nach Haus´ geht (2022)
- Das Märchen vom Frosch und der goldenen Kugel (2022)
- Mein Falke (2022/2023)
- Frankas Monster (Kurzfilm 2022/2023)
- Rapunzel und die Rückkehr der Falken (2023)
- Tatort: Am Tag der wandernden Seelen (2024)
- Tatort: Vier Leben (2024)
- Dornröschen und der Fluch der siebten Fee (2024)
- Polizeiruf 110: Jenseits des Rechts (2024)